# Osamu Miura
Osamu Miura (三浦 修 Miura Osamu?, nacido el 24 de junio de 1989 en Hokkaido) es un futbolista japonés que se desempeñaba como defensa.

## Trayectoria

### Clubes
| Club            | País  | Año         |
| --------------- | ----- | ----------- |
| Gainare Tottori | Japón | 2012 - 2013 |
| Nara Club       | Japón | 2014 -      |

## Estadística de carrera

### J. League
| Club            | Año   | J. League | J. League | Copa J. League | Copa J. League | Total | Total |
| Club            | Año   | Part.     | Goles     | Part.          | Goles          | Part. | Goles |
| --------------- | ----- | --------- | --------- | -------------- | -------------- | ----- | ----- |
| Gainare Tottori | 2012  | 17        | 0         | -              | -              | 17    | 0     |
| Gainare Tottori | 2013  | 8         | 0         | -              | -              | 8     | 0     |
| Total           | Total | 25        | 0         | 0              | 0              | 25    | 0     |